# Molinfaing
Molinfaing (en wallon: Molîfè) est un village situé sur le territoire de la ville belge de Neufchâteau et appartenant à la section de Longlier, en province de Luxembourg.

## Géographie
Le village est situé en Ardenne belge

## Économie
Un zoning industriel a été construit près du village au milieu des années 2000. Un tel zoning pour un si petit village fut justifié par la position centrale de Molinfaing et surtout par le croisement des deux grandes autoroutes: la E 411 et la E 25.

## Transports

### Routes
Le village est situé à quelques encablures de l'échangeur de Neufchâteau entre la E 411 et la E 25. Cela lui donne une position géographico-économique très intéressante surtout ajouté au fait qu'il soit quasi au centre de la province de Luxembourg.
Il est traversé par la  qui relie Neufchâteau à Bastogne.

### Rail
Molinfaing ne dispose pas de gare mais une voie ferrée passe non loin, raccordant son zoning industriel à la ligne 162 entre Bruxelles et Luxembourg. Ce raccordement est fait en une seule voie orientée vers le sud, donc vers Luxembourg, car la majorité des trains provenant du zoning est destiné à la gare de triage d'Athus. Pour aller vers Bruxelles ou le nord du pays, les trains doivent donc redescendre jusqu'à Athus puis prendre la ligne 165, dite « Athus - Meuse » qui passe par Virton, Bertrix puis Dinant.
Une proposition de connecter le zoning à l'ancienne ligne 163 entre Libramont et Bastogne avait été faite par l'association « Les amis du rail d'Halanzy », ce qui aurait permis de rouvrir cette ligne, fermée depuis 1993, et dont le dossier de la réouverture est sur la table depuis de nombreuses années. Cependant cette proposition n'a pas été retenue.

## Liste des rues
Voici la liste des rues du village:
- Chaussée de Nodeupont
- Chemin de Grandfaing
- Route de Bercheux
- Route de Chaumont
- Route de Chevigny
- Route de Saint-Monon
- Le Fè
- La Core

## Anecdotes
- En juin 2013, l'intercommunale de gestion des soins de santé Vivalia a proposé l'idée d'implanter un hôpital central pour la province de Luxembourg pour l'horizon 2025[4]. Celui-ci centraliserait bon nombre de services hospitaliers des quatre hôpitaux luxembourgeois actuels (Arlon, Bastogne, Libramont et Marche-en-Famenne) qui deviendraient donc des centres de revalidation et/ou de consultation. Ce projet de « super-hôpital » de 600 lits fait débat à cause des distances géographiques importantes que les patients devraient parcourir pour bénéficier de la plupart des services hospitaliers classiques aujourd'hui accessible dans les quatre hôpitaux existants (dispersés sur l'entièreté du territoire provincial).